# Francesco Cossiga
Francesco Cossiga (Sassari, 26. srpnja 1928. – Rim, 17. kolovoza 2010.), talijanski pravnik, pedagog i političar iz redova bivše Kršćanske demokracije. Prvi je strani državnik koji je posjetio međunarodno priznatu Republiku Hrvatsku.
Cossiga je bio ministar unutarnjih poslova (1976. – 1978.), predsjednik talijanske vlade (1979. – 1980.), predsjednik talijanskog Senata (1983. – 1985.), talijanski predsjednik (1985. – 1992.), a 1992. je proglašen i dosmrtnim senatorom.
Francesca Cossigu imenovao je počasnim hrvatskim veleposlanikom prvi hrvatski predsjednik Franjo Tuđman za njegov rad na promicanju hrvatsko-talijanskih odnosa i prijateljstva između dvaju naroda te je odlikovan Veleredom kralja Tomislava s lentom.

## Vanjske poveznice
- Životopis na stranici talijanskog Senata (tal.)
- Životopis na stranici Centra za političke i socijalne znanosti F. M. Malfatti (tal.)